# Lista członków zespołu Behemoth
Liderem zespołu Behemoth nieprzerwanie od 1991 roku jest współzałożyciel i jedyny członek oryginalnego składu Adam "Nergal" Darski. Muzyk w zespole pełni funkcję głównego kompozytora, gitarzysty, wokalisty i autora tekstów, okazjonalnie tworzył także jako basista, perkusista i keyboardzista. Od 2003 roku skład zespołu poza Darskim stanowią perkusista Zbigniew "Inferno" Promiński oraz basista Tomasz "Orion" Wróblewski. Od 2004 roku stałym współpracownikiem grupy jest gitarzysta Patryk "Seth" Sztyber, który pełni funkcję muzyka koncertowego, a także sesyjnego biorąc czynny udział w sesjach nagraniowych. Gitarzysta jest autorem licznych partii solowych na płytach zespołu.
Byli i obecni członkowie grupy utworzyli lub współtworzyli liczne zespoły i projekty poboczne, m.in. takie jak: Azarath, Vesania, Nomad, Vader, Blindead, Witchmaster, Hell-Born, Damnation, Deus Mortem oraz Black River.

## Muzycy
Opracowano na podstawie materiału źródłowego.
Obecny skład zespołu
- Adam "Nergal" Darski – gitara, wokal prowadzący (od 1991), instrumenty klawiszowe (1992–1993, 1999), gitara basowa (1992–1994, 1999), perkusja (1994)
- Zbigniew "Inferno" Promiński – perkusja (od 1997)
- Tomasz "Orion" Wróblewski – gitara basowa, wokal wspierający (od 2003)

| Byli członkowie zespołu - Mateusz "Havoc" Śmierzchalski – gitara, wokal wspierający (1999–2004) - Leszek "Les Chaos" Dziegielewski – gitara basowa (1995–1996, 1997), gitara (1998−1999) - Adam "Baal Ravenlock" Muraszko – perkusja (1991−1996), instrumenty klawiszowe (1992), wokal wspierający (1995) - Rafał "Frost" Brauer – gitara (1993–1995) - Adam "Unholy Black Desecrator" Malinowski – gitara basowa, gitara (1992) - "Marduk" – gitara (1993) - "Mefisto" – gitara basowa (1997–1999) Byli muzycy koncertowi - Michał "Stoker" Stopa – gitara (2004) - Bartłomiej "Bruno" Waruszewski – gitara basowa (1999) - Marcin "Novy" Nowak – gitara basowa (2000−2003) - Istvan Lendvay – gitara basowa (2003) - Adam Sierżęga – perkusja (2013, 2016) - Kerim "Krimh" Lechner – perkusja (2013) |  | Obecni muzycy sesyjni i koncertowi - Patryk "Seth" Sztyber – gitara, wokal wspierający (od 2004) Byli muzycy sesyjni - Robert "Rob Darken" Fudali – instrumenty klawiszowe (1992, 1993) - Cezary Morawski – instrumenty klawiszowe (1993) - Cezary Augustynowicz – instrumenty klawiszowe (1994) - Piotr Weltrowski – instrumenty klawiszowe (1995, 1997, 2002) - Maciej Niedzielski – instrumenty klawiszowe (2000) - Jerzy "U.reck" Głód – instrumenty klawiszowe (2002) - Piotr Bańka – instrumenty klawiszowe (2004) - Krzysztof "Siegmar" Oloś – instrumenty klawiszowe (2009, 2013) - Michał Łapaj – instrumenty klawiszowe (2013) - Marcin "Novy" Nowak – gitara basowa (2000−2003) - "Obscure Perversion" – gitara basowa (1992) - Sebastian "Orcus" Kolasa – gitara basowa (1992–1993) |